# گرگ تنها (مجموعه تلویزیونی)
گرگِ تنها (به ترکی استانبولی : Yalnız Kurt) یک مجموعه تلویزیونی اکشن و درام ساخت ترکیه است که توسط شرکت ساین گراف تولید شده و اولین قسمت آن در ۲۸ ژانویهٔ ۲۰۲۲ با بازی حسن دنیزیاران، جیهان اونال و داملا جولبای پخش شد.

## بازیگران و شخصیت ها
| بازیگر              | شخصیت                            | قسمت | توضیحات |
| ------------------- | -------------------------------- | ---- | --- |
| حسن دنیزیاران       | آلتای کورت اوغلو (اییت ییلدیریم) | ۱-   | پس از کشته شدن پدر و مادرش که از مأموران اطلاعات بودند در سنین جوانی تحت حمایت فرمانده قرار گرفت و در آنجا بزرگ شد. او با بازگشت های غیرقانونی با نام «کورت اوغلو» به زندگی خود ادامه می دهد. |
| جیهان اونال         | داووت بهادیر (فرمانده)           | ۱-   | یک افسر اطلاعاتی قدیمی، بزرگترین آرزوی داووت این است که فرزندانی را که در دوران سربازی نام آنها را "گرگ یتیم" گذاشته بود، مانند یک افسر اطلاعات تربیت کند و جالوت را نابود کند. با این حال، هالیت، یکی از گرگ های یتیم، نمی تواند موفق شود زیرا به او خیانت کرده است.20 سال بعد با آلتای برای رسیدن به این هدف تلاش خواهد کرد. |
| داملا جولبای        | ساره تورکمن                      | ۱-   | او همزاد (دوقلو ی) اسرا است. پس از مرگ اسرا جایگزین او می شود. |
| مراد هان            | دوعان ساکینماز                   | ۱-   | او یک رئیس مافیا است که با تجارت غیرقانونی سر و کار دارد. او جز معشوقش اسرا برای کسی ارزشی قائل نیست. چشمانش کسی را جز او نمی بیند. |
| کورشات النی‌آچیک     | تکین گریتلی (وایکینگ)            | ۲-   | او یکی از کودکان بی سرپرستی است که به عنوان افسر اطلاعات آموزش دیده است. زندگی معلمانی که او را بزرگ کرده اند و زندگی دوستانش که با آنها بزرگ شده است تیره شده است. او می خواهد قدرت (جالوت) را که به زندگی نزدیکانش بی اعتنایی می کند، نابود کند.                                                                             |
| پولات بیلگین        | نظام الدین کوز                   | ۱-   | نظام الدین که فرزند یک خانواده فقیر است، دشمن دولت است که در جوانی به خوابگاه جامعه داده شد. او مسئول عملیات نظامی سازمان است. |
| حلمی اوزچیلیک       | احمد                             | ۲-   | او رئیس پلیس است. او به همراه فرمانده در راه نابودی جالوت به آشنایان قدیمی خود ادامه می دهد. او مردی وفادار به کشور خود است. |
| گوکتان اوکتای گزتپه | آکیف                             | ۱-   | آکیف که مدام مورد آزار پدرش قرار می گیرد، راهی پیدا می کند و از خانه فرار می کند. اما این بار با خطر خیابانی مواجه شده است. او نیز با کمک کورت اوغلو از این مشکل خلاص می شود. |
| دنیز اوین           | صِفِر                              | ۱-   | دستِ راست دوعان. |
| ساروحان اونل        |                                  | ۱-   | |
| صباح الدین یاکوت    |                                  | ۱-   | او یکی از افراد دوعان است. |
| آلمینا گون آیدین    | اِلا                              | ۱-   | دختر اسرا. |
| یاپراک مدینه        | سمیرامیس مایرس حانزاده (میرا)    | ۲-   | او دختر یک پدر آمریکایی و یک مادر سلطنتی است. او هیچ ارتباطی با هیچ کشور و کسی ندارد. او برای جالوت کار می کند. |
| گوکر ارسیوری        | هالیت ییلدیریم                   | ۲-   | او عموی اییت است و برای فتاح دهاک کار می کند و به برادر و دوستانش در یتیم خانه خیانت کرد و باعث مرگ آنها شد. |
| جان سرتاچ آدالیر    | فتاح دهاک                        | ۱-   | فتح الله گولن. او رئیس سازمان گلیات (FETO) است. همه جا جاسوس دارند. "یادداشت": نام "فتاح دهاک" (یا "عبدالفتاح دهاک") یکی از اسامی کد قدیمی فتح الله گولن است.. |

### نقش های به پایان رسیده
| بازیگر          | شخصیت          | قسمت | توضیحات |
| --------------- | -------------- | ---- | --- |
| محمت شکر        | اورهان         | ۱    | او با اینکه یکی از افراد دوعان است، برای نظام‌الدین کار می‌کند. او پس از تیراندازی به اسرا، توسط دوعان کشته می شود. |
| داملا جولبای    | اسرا تورکمن    | ۱-۲  | خواهران تورکمن که بر اثر اعمال سیاه پدرشان یتیم شده اند، از سن ۸ سالگی تحت حفاظت وایکینگ قرار می گیرند. از ۱۵ سالگی در پرورشگاه های مختلف به زندگی خود ادامه می دهند. اسرا با دوعان ملاقات می کند. بعداً در حالی که آلتای قصد ربودن او را داشت، از پشت مورد اصابت گلوله یکی از افراد نظام‌الدین با اسلحه تک تیرانداز قرار گرفت. بعداً آلتای اسرا را نزد فرمانده می برد. او پس از نامگذاری فرمانده فتاح دهاک می میرد. |
| سینم کوسه اوغلو | سوگی ییلدیریم  | ۱-۲  | مادر آلتای و همسر یاووز. او در حمله تروریست ها به روستا کشته می شود. |
| گوکهان سویلو    | یاووز ییلدیریم | ۱-۲  | افسر اطلاعات یکی از گرگ های یتیم است. او پدر آلتای کورتوغلو است. او در حمله تروریست ها به روستا کشته می شود. |

## لیست قسمت ها

### فصل اول (۲۰۲۲)
| قسمت   | کارگردان      | نویسنده              | تاریخ پخش      | Reyting (TOTAL) | Sıra (TOTAL) | Reyting (AB) | Sıra (AB) | Reyting (ABC1) | Sıra (ABC1) |
| ------ | ------------- | -------------------- | -------------- | --------------- | ------------ | ------------ | --------- | -------------- | ----------- |
| قسمت ۱ | چاعاتای توسون | مراد کوجا, آلپر ارزه | ۲۸ ژانویهٔ ۲۰۲۲ | 8.08            | 1.           | 6.47         | 1         | 7.83           | 1           |
| قسمت ۲ | چاعاتای توسون | مراد کوجا, آلپر ارزه | ۴ فوریهٔ ۲۰۲۲   | 6.85            | 2.           | 5.26         | 2.        | 6.52           | 2.          |
| قسمت ۳ | چاعاتای توسون | مراد کوجا, آلپر ارزه | ۱۱ فوریهٔ ۲۰۲۲  | 6.64            | 2.           | 5.85         | 2.        | 6.94           | 2.          |
| قسمت ۴ | چاعاتای توسون | مراد کوجا, آلپر ارزه | ۱۸ فوریهٔ ۲۰۲۲  | 5.57            | 5.           | 4.82         | 3.        | 5.74           | 3.          |
| قسمت ۵ | چاعاتای توسون | مراد کوجا, آلپر ارزه | ۲۵ فوریهٔ ۲۰۲۲  | 5.00            | 5.           | 3.68         | 4.        | 4.81           | 5.          |
| قسمت ۶ | چاعاتای توسون | مراد کوجا, آلپر ارزه | ۴ مارس ۲۰۲۲    | 4.59            | 6.           | 4.52         | 3.        | 4.95           | 6.          |
| قسمت ۷ | چاعاتای توسون | مراد کوجا, آلپر ارزه | ۱۸ مارس ۲۰۲۲   |                 |              |              |           |                |             |